# Phaëton (opéra)
Pour les articles homonymes, voir Phaéton.
Phaëton est une tragédie en musique composée par Jean-Baptiste Lully et chorégraphiée par Pierre Beauchamp sur un livret de Philippe Quinault, créée en 1683 à Versailles. L'histoire, en cinq actes et tirée des Métamorphoses d'Ovide, raconte la légende de Phaéton, fils du Soleil.

## Historique
Sur la demande de Louis XIV, Jean-Baptiste Lully, avec ses collaborateurs réguliers Philippe Quinault et Jean de La Fontaine pour le poème, créé le premier opéra chanté devant le monarque. Jean-Baptiste Lully annonce qu'il décide de ne pas composer son ouvrage sur le denier de l'État, mais bien sur sa cassette personnelle. Ce qui a grandement contenté Jean-Baptiste Colbert, alors préoccupé par les dépenses massives du Roi pour l'aménagement du Château de Versailles.
La tragédie est représentée pour la première fois à Versailles, dans le Manège de la Grande Écurie, devant le roi le mercredi 6 janvier 1683, par l'Académie royale de musique, et à Paris le mardi 27 avril 1683. La mise en scène et les décors sont assurés par Carlo Vigarani et les costumes par Jean Bérain.

### Postérité
Cette œuvre plait beaucoup à Louis XIV : une dizaine de représentations a lieu lors de la création, à laquelle le roi assiste assidûment. Selon Vincent Borel, « Phaëton marque d'une façon extraordinairement symbolique le zénith de Lully auprès du Roi-Soleil ». Entre 1683 et 1742, en dehors des représentations de la création, l'ouvrage est joué à plusieurs reprises à Paris.
Phaëton est nommé « l'opéra du peuple » tant il plait lors de sa création. Par la suite, il est rapidement monté dans d'autres villes telles qu'Avignon en 1687 —le premier opéra produit par la cité— et Lyon en 1688, pour l'inauguration de sa propre Académie royale de musique. Le Mercure galant affirme que lors de cet événement lyonnais, « on l’est venu voir de quarante lieues à la ronde ».

## Résumé
L'action est fondée sur le récit mythologique des aventures du fils d'Hélios qui par vanité voulut conduire le char du soleil à la place de son père. Dans sa course folle autour du monde, il provoque des incendies sur tous les pays qu'il survole. Jupiter, pour arrêter cette catastrophe, envoie la foudre sur le char du malheureux qui meurt précipité au sol.

## Rôles

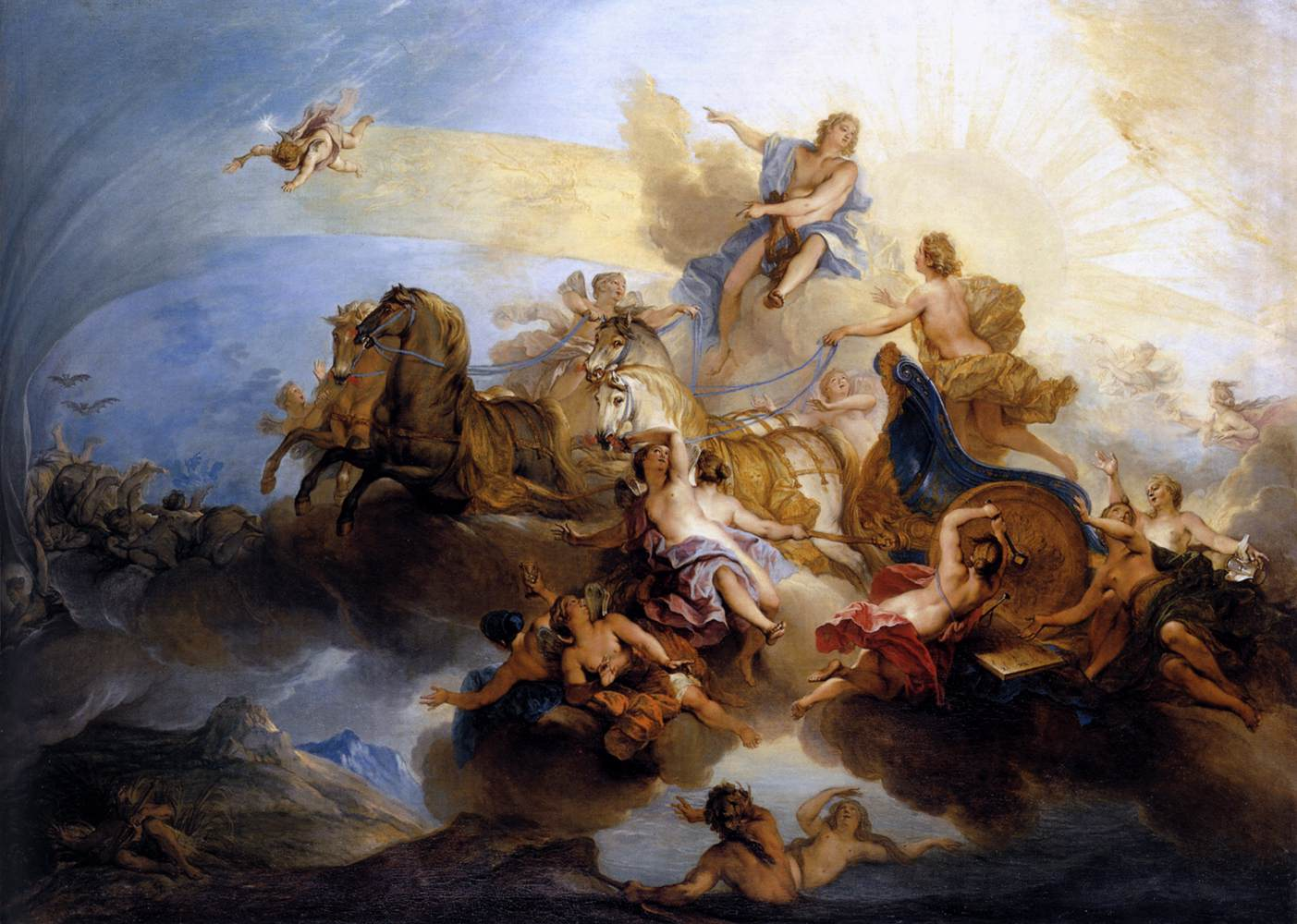
Nicolas Bertin, Phaéton sur le char du Soleil (vers 1720)

| Rôle                                   | Voix          | Créateurs             |
| -------------------------------------- | ------------- | --------------------- |
| Phaéton, fils du Soleil et de Clymène  | ténor         |                       |
| Clymène, fille de l'Océan et de Thétys | soprano       |                       |
| Mérops, roi d'Égypte                   | basse         |                       |
| Protée, dieu marin                     | baryton-basse |                       |
| Théone, fille de Protée                | soprano       |                       |
| Libye, fille de Mérops                 | soprano       |                       |
| Triton, dieu marin, frère de Clymène   | haute-contre  |                       |
| Le Soleil                              | haute-contre  |                       |
| La Déesse de la Terre                  | ténor         |                       |
| Saturne                                | baryton-basse |                       |
| Epaphus, fils de Jupiter               | baryton       |                       |
| Jupiter                                | basse         |                       |
| Astrée                                 | soprano       | Mademoiselle Petitpas |

## Analyse
L'œuvre bénéficie de chœurs splendides et de passages pittoresques, tel celui du « palais des heures ».[non neutre] Elle décrit sous forme d'allégorie la témérité punie de celui qui voulut s'élever aussi haut que le soleil (référence au Roi Soleil). Elle illustre en filigrane la chute de son intendant, Nicolas Fouquet, arrêté peu de temps après la démonstration outrancière, devant le monarque, des fastes de son château de Vaux-le-Vicomte, lors d'une fête grandiose le 17 août 1661. L'œuvre est par conséquent doublée d'un message politique fort : quiconque tentera de s'élever aussi haut que le Roi sera jeté à terre et réduit à néant.

## Discographie et représentations
- Phaëton a été enregistré en première mondiale par Marc Minkowski et les Musiciens du Louvre selon la distribution suivante : Howard Crook, Phaéton ; Rachel Yakar, Clymène ; Jennifer Smith, Théone ; Véronique Gens, Libye ; Gérard Théruel, Epaphus ; Jean-Paul Fouchécourt, Triton, Le Soleil, La Déesse de la Terre ; Philippe Huttenlocher, Mérops ; Laurent Naouri, Saturne, Protée ; Virginie Pochon, Astrée, Une Heure du Jour ; Jérôme Varnier, L'Automne, Jupiter ; Florence Couderc, Une Bergère, Une heure du Jour ; Chœur, Ensemble vocal Sagittarius, direction Michel Laplénie chez Erato-Musifrance, coproduit avec Radio-France en 1994. Cette production a été réalisée à l'occasion de l'ouverture du Nouvel Opéra de Lyon en 1993.
- Les Talens Lyriques, direction Christophe Rousset, avec Emiliano Gonzalez Toro, Ingrid Perruche, Isabelle Druet, Gaëlle Arquez, Andrew Foster-Williams, Frédéric Caton, Benoît Arnould, Cyril Auvity, Aparté, 2013, enregistré en 2012 à la Salle Pleyel[7]
- Chœur et orchestre musicÆterna, Le Poème Harmonique, direction Vincent Dumestre, mise en scène de Benjamin Lazar, avec Eva Zaïcik, Lisandro Abadie, Mathias Vidal, Cyril Auvity, Elizaveta Sveshnikova, Victoire Bunel, Alpha, 2019 (CD + DVD), joué en 2018 à l'Opéra royal de Versailles[8],[9],[10]
- Trois représentations à l'Opéra de Nice en mars 2022, dirigées par Jérôme Correas et mis en scène par Éric Oberdorff[6],[11]